# 指阳乡
指阳乡，是中华人民共和国江西省吉安市吉安县下辖的一个乡镇级行政单位。

## 行政区划
指阳乡下辖以下地区：
新桥村、金田村、长丰村、介富村、水北村、湖仙村、袁家村、顾礼村、石下村、濑源村、石坑村、老居村和苍前村。